# ديفيد ويلي
ديفيد ويلي (بالإنجليزية: David Willey)‏ (و. 1947 – م) هو فيزيائي من الولايات المتحدة الأمريكية . ولد في برمنغهام (إنجلترا) .

## التعليم
تعلم في جامعة برمنجهام، وجامعة ولاية أوهايو، وجامعة أستون

## مناصب وهيئات
أدار جامعة بيتسبرغ.